# Music Bank (álbum)
Music Bank é um box set da banda estadunidense Alice in Chains, lançado em 26 de Outubro de 1999 pela Columbia Records. Consiste de demos inéditas e mixagens pela banda assim como de material previamente lançado dos seus álbuns Facelift, Sap, Dirt, Jar Of Flies, Alice in Chains e Unplugged, e um CD-ROM contendo diversas multimídias.

## Faixas
Faixas marcadas com * representam canções que não foram nunca antes lançadas.

### Disco 01
1. "Get Born Again" (Cantrell/Staley) *
2. "I Can't Have You Blues (demo)" (Cantrell) *
3. "Whatcha Gonna Do (demo)" (Cantrell/Staley) *
4. "Social Parasite (demo)" (Cantrell) *
5. "Queen of the Rodeo (live)" (Silver/Staley) *
6. "Bleed the Freak (Cantrell)
7. "Killing Yourself (demo)" (Cantrell/Staley) *
8. "We Die Young" (Cantrell)
9. "Man in the Box" (Cantrell/Kinney/Staley/Starr)
10. "Sea of Sorrow (demo)" (Cantrell) *
11. "I Can't Remember" (Cantrell/Staley)
12. "Love, Hate, Love" (Cantrell/Staley)
13. "It Ain't Like That" (Cantrell/Kinney/Starr)
14. "Confusion" (Cantrell/Staley/Starr)
15. "Rooster (demo)" (Cantrell) *
16. "Right Turn" (Cantrell)
17. "Got Me Wrong" (Cantrell)

### Disco 02
1. "Rain When I Die" (Cantrell/Kinney/Staley/Starr)
2. "Fear the Voices" (Cantrell/Staley/Starr) *
3. "Them Bones" (Cantrell)
4. "Dam That River" (Cantrell)
5. "Sickman" (Cantrell/Staley)
6. "Rooster" (Cantrell)
7. "Junkhead (demo)" (Cantrell/Staley) *
8. "Dirt" (Cantrell/Staley)
9. "God Smack" (Cantrell/Staley)
10. "Iron Gland" (Cantrell)
11. "Angry Chair" (Staley)
12. "Lying Season" (Cantrell/Staley) *
13. "Would?" (Cantrell)
14. "Brother" (Cantrell)
15. "Am I Inside" (Cantrell/Staley)
16. "I Stay Away" (Cantrell/Inez/Staley)
17. "No Excuses" (Cantrell)

### Disco 03
1. "Down in a Hole" (Cantrell)
2. "Hate to Feel" (Staley)
3. "What the Hell Have I (remix)" (Cantrell) *
4. "A Little Bitter (remix)" (Cantrell/Inez/Kinney/Staley) *
5. "Grind" (Cantrell)
6. "Again (Tattoo of Pain mix)" (Cantrell/Staley) *
7. "Head Creeps" (Staley)
8. "God Am" (Cantrell/Inez/Kinney/Staley)
9. "Frogs" (Cantrell/Inez/Kinney/Staley)
10. "Heaven Beside You" (Cantrell/Inez)
11. "Nutshell (Unplugged)" (Cantrell/Inez/Kinney/Staley)
12. "Killer Is Me (Unplugged)" (Cantrell)
13. "Over Now (Unplugged)" (Cantrell/Kinney)
14. "Died" (Cantrell/Staley) *

### Disco 04 (CD-ROM)
- "The Journey" jogo CD-ROM
- "Get Born Again" vídeo clipe
- "Jar of Flies" CD-Extra multimídia